# Antoni Jaszczak
Antoni Jaszczak, né le 3 juin 1946 à Żary et mort le 21 juillet 2008, est un homme politique polonais. Il est ministre des Travaux publics entre mai et novembre 2006.

## Biographie
En 1964, il rejoint le Parti paysan unifié (ZSL), qui se retransforme en Parti paysan polonais (PSL) en 1990. Candidat aux élections locales de novembre 2002, il quitte le PSL en 2006 pour adhérer à l'Autodéfense de la république de Pologne (SRP).
Le 5 mai 2006, Antoni Jaszczak est nommé ministre des Travaux publics dans le gouvernement de coalition du conservateur Kazimierz Marcinkiewicz. Il est reconduit le 14 juillet, lorsque Jarosław Kaczyński accède au pouvoir. Il est remplacé le 3 novembre par Andrzej Aumiller.